# Doug Peden
James Douglas „Doug” Peden (ur. 18 kwietnia 1916 w Victorii, zm. 11 kwietnia 2005 tamże) – kanadyjski koszykarz, srebrny medalista letnich igrzysk olimpijskich w Berlinie. Zagrał w 3 spotkaniach.
Jego brat Torchy Peden był kolarzem.
W latach 1942–1945 służył w Canadian Army.